# Мунккініемі
Мунккініемі (швед. Munksnäs, гельсінський сленг: Munkka) — район у Гельсінкі. Підрозділами в межах округу є Ванха Мунккініемі, Куусісаарі, Лехтісаарі, Мункківуорі, Німенмякі та Талінранта.
Земля в Мунккініемі з 17 століття входила до маєтку Мункснес. У 1910-х роках були розроблені грандіозні плани розширення всього західного Гельсінкі десятками тисяч нових жителів, так званий план Мунккініемі-Хаага Еліеля Саарінена. Будівництво нових районів почалося повільно, і лише в 1930-х роках у Мунккініемі розпочався більш масштабний етап будівництва. З 1920 по 1946 рік Мунккініємі був частиною муніципалітету Хуопалахті. У 1946 році Хуопалахті, включаючи Мунккініемі, був приєднаний до Гельсінкі.

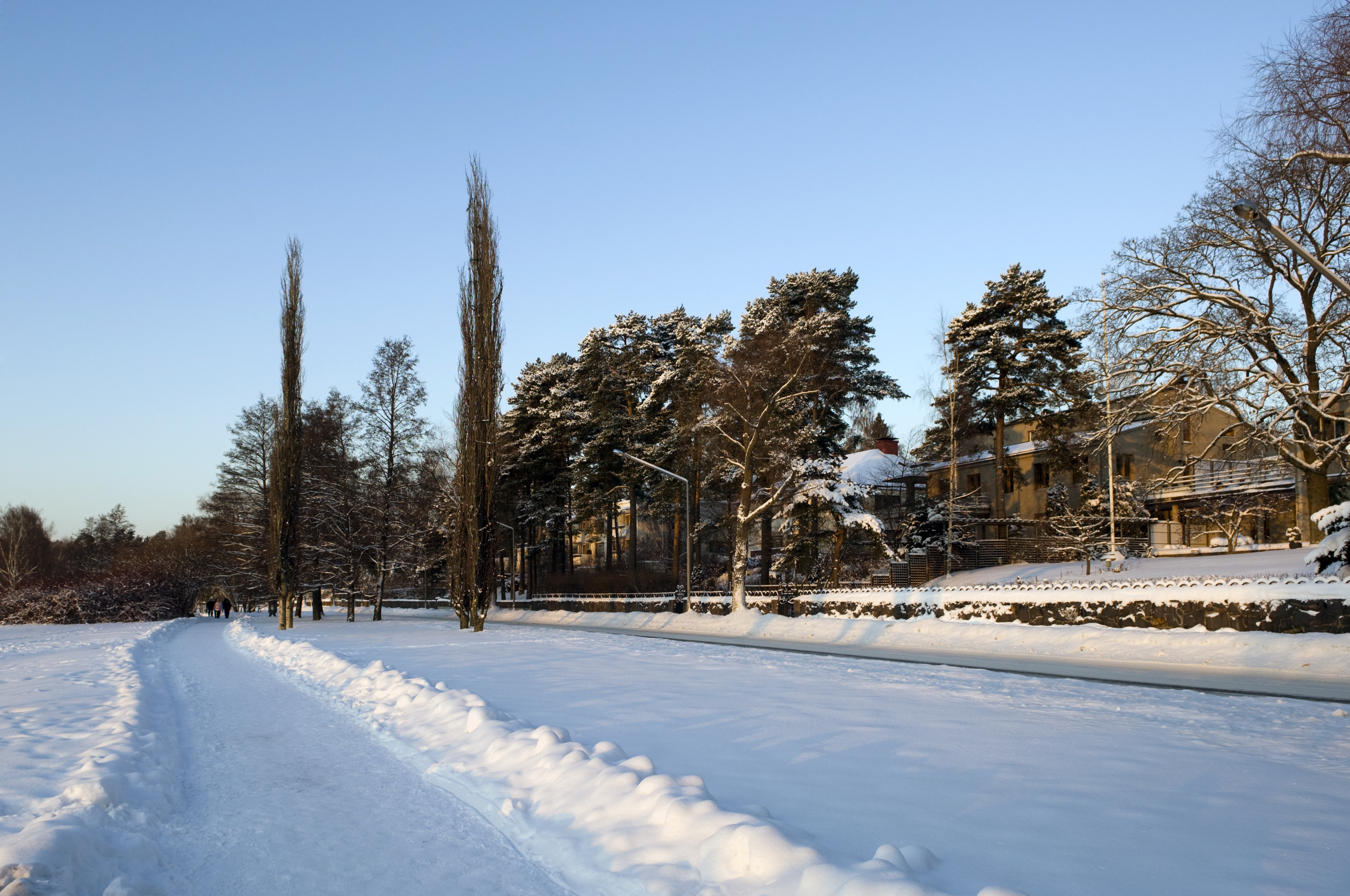
Приморське житло

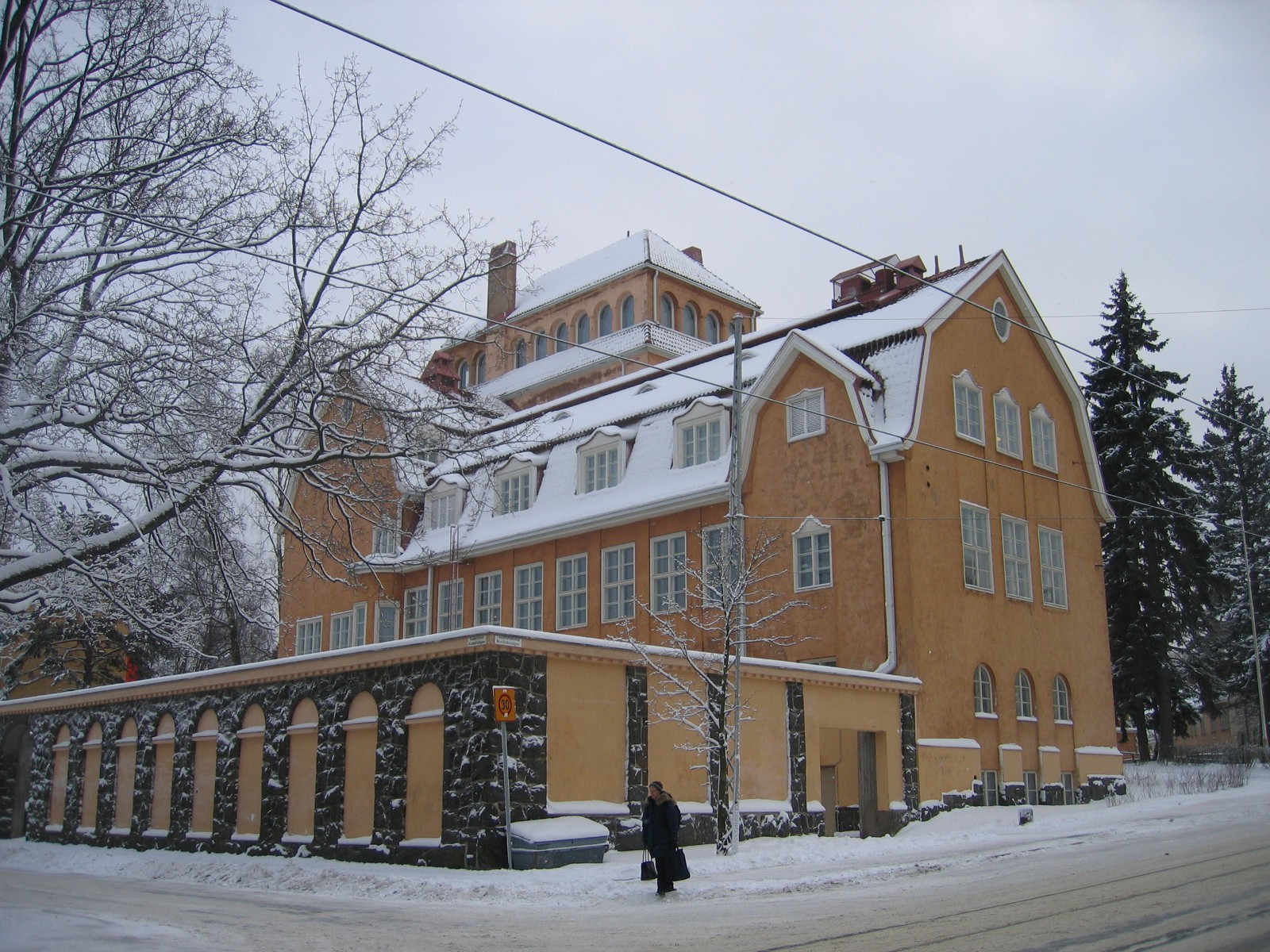
Пансіонат Мункснес, пізніше кадетська школа

## Історія
Мунккініемі — це одна з багатьох топонімів, пов’язаних із ченцями, на південному узбережжі Фінляндії, наприклад Мункісаарі, Мунккала та Монкінмякі. Мункснес вперше згадується в 1540 році у формі Munxneby, а пізніше він писався як Muncknäs і Muncksnääs. У 1351 році шведський король Магнус IV дозволив монастирю Падізе, неподалік від Таллінна, заволодіти парафіями Порвоо, Сіпоо та Гельсінґе (Вантаа). Завдяки цій угоді данський монастир також потрапив у володіння Мункснеса, села в парафії Гельсінґе. Мункснес був, ймовірно, торговим місцем для прибуткового рибальства, а улов доставлявся аж до Таллінна та Стокгольма. Монастир втратив своє право на територію на початку 15 століття, але йому дозволили залишити частку свого врожаю. Після реформи Густава Вази всі землі церкви були передані короні.